# Sound-Dust
Sound-Dust — седьмой студийный альбом британской инди-рок группы Stereolab. Он был выпущен 28 августа 2001 года в Северной Америке компанией Elektra Records и 3 сентября 2001 года на международном рынке компанией Duophonic Records. Альбом был спродюсирован Джоном МакЭнтайром и Джимом О’Рурком и записан в чикагской студии МакЭнтайра Soma. Это был последний альбом Stereolab с участием певицы и гитаристки Мэри Хансен, которая погибла в результате несчастного случая на велосипеде в следующем году.

## История
Первые 1200 копий компакт-дисков (CD) и виниловых пластинок (LP) Sound-Dust были упакованы в книжный рукав ручной работы. Ремастированное и расширенное издание альбома было выпущено Duophonic и Warp Records 29 ноября 2019 года.
Песня «Nothing to Do with Me» содержит текст, взятый из телесериала английского сатирика Криса Морриса «Jam».

## Отзывы
| Совокупная оценка    | Совокупная оценка |
| Источник             | Оценка            |
| -------------------- | ----------------- |
| Metacritic           | 71/100            |
| Оценки критиков      |                   |
| Источник             | Оценка            |
| AllMusic             | [ 11 ]            |
| Alternative Press    | 7/10              |
| Blender              | [ 13 ]            |
| Entertainment Weekly | B−                |
| Mojo                 | [ 15 ]            |
| Pitchfork            | 7.4/10            |
| Q                    | [ 17 ]            |
| Rolling Stone        | [ 18 ]            |
| Spin                 | 6/10              |
| Uncut                | 9/10              |

Sound-Dust был встречен музыкальными критиками в целом благосклонно.
Стивен Томас Эрлевайн из AllMusic отметил, что «если воспринимать Sound-Dust на чисто звуковом уровне, то он часто может быть весьма приятным и интригующим, особенно сложные аранжировки с рожками и флейтой, которые продюсер Джим О’Рурк делает пышными и манящими. Трудно не пожелать, чтобы вся пластинка состояла только из подобных инструменталов, ведь именно тогда Stereolab звучат полностью заряженными и великолепными. В нынешнем виде альбом сдерживается их настойчивым стремлением к простым песням и простому вокалу, которые делают пластинку приземлённой и исключительно уделом уже обращённых».

## Список композиций
Слова и музыка всех песен — Тима Гейна и Летисии Садье, кроме указанных.
| №                   | Название                        | Автор(ы)                 | Длительность |
| ------------------- | ------------------------------- | ------------------------ | ------------ |
| 1.                  | «Black Ants in Sound-Dust»      |                          | 1:57         |
| 2.                  | «Space Moth»                    |                          | 7:33         |
| 3.                  | «Captain Easychord»             |                          | 5:23         |
| 4.                  | «Baby Lulu»                     |                          | 5:12         |
| 5.                  | «The Black Arts»                |                          | 5:11         |
| 6.                  | «Hallucinex»                    |                          | 3:48         |
| 7.                  | «Double Rocker»                 |                          | 5:31         |
| 8.                  | «Gus the Mynah Bird»            |                          | 6:07         |
| 9.                  | «Naught More Terrific Than Man» |                          | 4:02         |
| 10.                 | «Nothing to Do with Me»         | Gane Sadier Chris Morris | 3:35         |
| 11.                 | «Suggestion Diabolique»         |                          | 7:52         |
| 12.                 | «Les Bons Bons des Raisons»     |                          | 6:43         |
| Общая длительность: | Общая длительность:             | Общая длительность:      | 62:54        |

| №                   | Название                        | Автор(ы)            | Длительность |
| ------------------- | ------------------------------- | ------------------- | ------------ |
| 1.                  | «Black Ants in Sound-Dust»      |                     | 1:57         |
| 2.                  | «Space Moth»                    |                     | 7:33         |
| 3.                  | «Captain Easychord»             |                     | 5:23         |
| 4.                  | «Baby Lulu»                     |                     | 5:12         |
| 5.                  | «The Black Arts»                |                     | 5:11         |
| 6.                  | «Moodles»                       |                     | 7:23         |
| 7.                  | «Hallucinex»                    |                     | 3:48         |
| 8.                  | «Double Rocker»                 |                     | 5:31         |
| 9.                  | «Gus the Mynah Bird»            |                     | 6:07         |
| 10.                 | «Naught More Terrific Than Man» |                     | 4:02         |
| 11.                 | «Nothing to Do with Me»         | Gane Sadier Morris  | 3:35         |
| 12.                 | «Suggestion Diabolique»         |                     | 7:52         |
| 13.                 | «Les Bons Bons des Raisons»     |                     | 6:43         |
| Общая длительность: | Общая длительность:             | Общая длительность: | 70:17        |

| №                   | Название                          | Длительность |
| ------------------- | --------------------------------- | ------------ |
| 1.                  | «Black Ants» (demo)               | 1:43         |
| 2.                  | «Spacemoth Intro» (demo)          | 0:33         |
| 3.                  | «Spacemoth» (demo)                | 3:44         |
| 4.                  | «Baby Lulu» (demo)                | 3:19         |
| 5.                  | «Hallucinex Pt 1» (demo)          | 2:07         |
| 6.                  | «Hallucinex Pt 2» (demo)          | 0:51         |
| 7.                  | «Long Live Love» (demo)           | 2:18         |
| 8.                  | «Les Bon Bons des Raisons» (demo) | 3:23         |
| Общая длительность: | Общая длительность:               | 17:58        |

## Чарты
| Чарт (2001)                                  | Высшая позиция |
| -------------------------------------------- | -------------- |
| Шотландия (Scottish Albums Chart)            | 90             |
| Великобритания (UK Albums Chart)             | 117            |
| Великобритания (UK Independent Albums Chart) | 17             |
| США (Billboard 200)                          | 178            |
| США (Billboard Top Heatseekers Albums)       | 11             |